# Phytomyptera triste
Phytomyptera triste är en tvåvingeart som beskrevs av Henry J. Reinhard 1961. Phytomyptera triste ingår i släktet Phytomyptera och familjen parasitflugor. Inga underarter finns listade i Catalogue of Life.